# Droga wojewódzka nr 760
Droga wojewódzka nr 760 (DW760) –  droga wojewódzka łącząca Ostrołękę z węzłem Łomża Zachód na przecięciu z Drogą ekspresową S61. Droga położona jest na terenie województwa mazowieckiego i  Województwa podlaskiego  .

## Poprzedni przebieg
Droga wojewódzka o długości 2,2 km łącząca stację kolejową Pruszków z drogą wojewódzką 718. Trasa ta na całej długości przebiegała przez województwo mazowieckie i przez powiat pruszkowski. Droga prowadziła przez jeden obiekt mostowy. Rejon drogowy: Grodzisk Mazowiecki. Trasa miała klasę drogi Z według Mazowieckiego Zarządu Dróg Wojewódzkich w Warszawie.